# One More Try
〈One More Try〉는 영국의 싱어송라이터 조지 마이클이 그의 데뷔 솔로 스튜디오 음반인 《Faith》 (1987년)에 녹음한 곡이다. 1988년 4월 11일 컬럼비아 레코드에 의해 이 음반의 네 번째 싱글로 발매되었다. 이 노래는 빌보드 핫 100과 핫 R&B/힙합 송 차트에서 모두 1위를 차지했다.

## 작곡 및 녹음
마이클이 1988년 카운트다운에 말한 것처럼, 〈One More Try〉는 8시간 안에 작사, 작곡, 녹음, 완성되었다.

## 배경
이 곡은 마이클의 데뷔 솔로 음반인 《Faith》에 수록된 7개의 싱글 중 4번째 싱글이었다. 거의 6분 길이의 발라드인 이 노래는 한 젊은이가 이전에 너무 많은 감정적인 상처를 받았기 때문에 새로운 관계에 들어가기를 주저하는 것을 서정적으로 탐구한다. 노래는 유혹이 이어받는 것으로 마무리되고, 마이클은 제목을 단 한 번 부르는 것으로 끝을 맺는다.
〈One More Try〉는 이후 마이클의 콘서트에서 라이브 애창곡으로 남았지만, 라디오 방송에서는 템포와 길이 때문에 특정 "사랑 노래"와 같은 기능으로 제한되는 경향이 있다.

## 뮤직 비디오
영화 제작자 토니 스콧(《탑건》)이 이 곡의 간단한 뮤직 비디오를 감독했는데, 이 뮤직 비디오에는 빈 방에서 뮤직 비디오를 감독했다. 영상의 첫 번째 촬영만 해도 2분이 조금 넘는데, 2절의 시작 부분에서 끝난다. 내내, 그의 창문에는 외로움의 은유인 회색과 파란색 빛이 반짝이는 것을 볼 수 있다. 또 다른 장면에서는 욕실 수납장의 유리문에 하트를 그려보려 하지만, 이 시점에서 슬픔과 슬픔이 도사리고 있어 하트를 끝내지 못한다. 그의 가구는 또한 외로운 비유인 커튼뿐만 아니라 각 작품마다 휘장을 두르고 있는 것을 볼 수 있다.
이 영상은 당시 비어있고 버려진 호주 뉴사우스웨일스주의 캐링턴 호텔에서 촬영됐다.

## 곡 목록
1. "One More Try" (음반 버전) – 5:50
2. "Look at Your Hands" – 4:36

## 인증
| 국가                                                  | 인증 | 판매량/출하량 |
| ----------------------------------------------------- | ---- | ------------- |
| 프랑스 (SNEP)                                         | 실버 | 250,000*      |
| 미국 (RIAA)                                           | 골드 | 500,000^      |
| *판매량을 기반으로 한 인증 ^출하량을 기반으로 한 인증 |      |               |